# Joaquim Magalhães Mota
Joaquim Jorge de Magalhães Saraiva da Mota GOL (Santarém, Salvador, 17 de Novembro de 1935 — Lisboa, 26 de Setembro de 2007) foi um advogado e político português.

## Biografia
Filho de Elói do Nascimento Saraiva da Mota (Lisboa, São Vicente de Fora, 2 de Julho de 1907 – Lisboa, 11 de Fevereiro de 2000) e de sua mulher (19 de Janeiro de 1935) Miquelina Augusta Flor de Magalhães (Guarda, Sé, 14 de Março de 1914 - ?). Foi em Santarém que concluiu os estudos liceais.
Licenciado em Direito pela Faculdade de Direito da Universidade de Lisboa, onde foi dirigente da Associação de Estudantes, tornou-se mais tarde num prestigiado advogado.
Casou em Sintra, Santa Maria e São Miguel, a 26 de Fevereiro de 1962 com Maria Manuela de Almeida Martins da Silva (Lisboa, São Sebastião da Pedreira, 18 de Outubro de 1936), Licenciada em Arquitetura, que em Monarquia seria Representante dos Títulos de Viscondessa de Monção e de Senhora de São João de Rei, da qual teve duas filhas e dois filhos.
No campo político, antes da Revolução de Abril de 1974, foi deputado à Assembleia Nacional (fazendo parte da chamada Ala Liberal, entre 1969 e 1973), bem como fundador e dirigente da SEDES. Foi membro da Junta de Colonização Interna, chefe de Gabinete de Rogério Martins, secretário de Estado da Indústria. Como deputado da Assembleia Nacional, foi um dos promotores da Lei do Cinema e da Lei do Fomento Industrial.
Foi um dos fundadores do Partido Popular Democrático (PPD), em 6 de Maio de 1974 (mais tarde rebaptizado Partido Social Democrata, nome em vigor até agora).
Já depois do 25 de Abril, para além de fundador do PPD, foi ministro da Administração Interna do I Governo Provisório e ministro sem pasta do II, III e IV Governos Provisórios.
Não participou no V Governo Provisório, como de resto todo o PPD. Voltou no VI Governo Provisório, como ministro do Comércio Interno.
Em 1979 abandona o PSD, por divergências com a estratégia do seu líder, Sá Carneiro.
Fundador da Acção Social Democrata Independente (ASDI), foi deputado por esta estrutura, eleito nas legislativas de 1980.
O seu nome encontra-se na lista de colaboradores da publicação académica Quadrante  (1958-1962) publicada pela Associação Académica da Faculdade de Direito de Lisboa.
A 25 de Abril de 2004, por ocasião do 30.º Aniversário da Revolução dos Cravos, foi feito Grande-Oficial da Ordem da Liberdade.

## A identidade originária do Partido Social Democrata
- Depoimento de Montalvão Machado sobre Sá Carneiro e a criação do PSD/Instituto Francisco Sá Carneiro
- «A identidade social-democrata, reformista, personalista, republicana e laica do PSD, pelo Dr. Miguel Veiga» (PDF)